# Rodolfo das Mercês de Oliveira Pena
Dom Rodolfo das Mercês de Oliveira Pena (Congonhas, 24 de setembro de 1890 - Entre Rios de Minas, 24 de janeiro de 1975) foi um bispo católico brasileiro.

## Formação
Dom Rodolfo das Mêrces de Oliveira Pena nasceu aos 24 de setembro de 1890, na cidade mineira de Congonhas. Fez seus estudos primários em sua terra natal e depois ingressou no Seminário de Mariana, fazendo lá seus estudos de Filosofia e Teologia. Foi ordenado sacerdote em 14 de abril de 1914, em Mariana. Exerceu seu ministério sacerdotal em várias paróquias da Arquidiocese de Mariana.

## Episcopado
Era pároco de Entre Rios de Minas quando foi nomeado bispo de Barra na Bahia, aos 8 de junho de 1935. Recebeu a sagração episcopal das mãos de Dom Helvécio Gomes de Oliveira em 8 de setembro de 1935. Os bispos co-consagrantes desta cerimônia foram Dom Carlos Carmelo de Vasconcelos Motta e Dom José Maria Parreira Lara.. Em 3 de janeiro de 1942 foi nomeado bispo da diocese de Valença, onde exerceu seu apostolado até a sua renúncia em 9 de dezembro de 1960.. Após sua renúncia, foi morar em Entre Rios de Minas, onde tinha sido pároco. 
Faleceu aí, em 24 de janeiro de 1975 . Seus restos mortais se encontram sepultados em Entre Rios de Minas, no corredor central da Matriz de Nossa Senhora das Brotas.